# الصفا (الشعر)

تعديل مصدري - تعديل

الصفا هي إحدى قرى عزلة مقنع بمديرية الشعر التابعة لمحافظة إب، بلغ تعداد سكانها 268 نسمة حسب تعداد اليمن لعام 2004.